# Trophée Émile-Bouchard
Pour les articles homonymes, voir Émile Bouchard et Bouchard.
Le trophée Émile-Bouchard récompense chaque année le meilleur défenseur de hockey sur glace de la  Ligue de hockey junior Maritimes Québec (LHJMQ).
Le trophée honore Émile Bouchard, ancien défenseur de la LHJMQ, des Canadiens de Montréal de la Ligue nationale de hockey et membre du Temple de la renommée du hockey.

## Lauréats
Ci-dessous sont repris les vainqueurs du trophée, :
- 1975-1976 : Jean Gagnon, Remparts de Québec
- 1976-1977 : Robert Picard, Junior de Montréal
- 1977-1978 : Mark Hardy, Junior de Montréal
- 1978-1979 : Ray Bourque, Éperviers de Verdun
- 1979-1980 : Gaston Therrien, Remparts de Québec
- 1980-1981 : Fred Boimistruck, Royals de Cornwall
- 1981-1982 : Paul-André Boutilier, Castors de Sherbrooke
- 1982-1983 : Jean-Jacques Daigneault, Chevaliers de Longueuil
- 1983-1984 : Billy Campbell, Junior de Verdun
- 1984-1985 : Yves Beaudoin, Cataractes de Shawinigan
- 1985-1986 : Sylvain Côté, Olympiques de Hull
- 1986-1987 : Jean-Marc Richard, Saguenéens de Chicoutimi
- 1987-1988 : Eric Desjardins, Bisons de Granby
- 1988-1989 : Yves Racine, Tigres de Victoriaville
- 1989-1990 : Claude Barthe, Tigres de Victoriaville
- 1990-1991 : Patrice Brisebois, Voltigeurs de Drummondville
- 1991-1992 : François Groleau, Cataractes de Shawinigan
- 1992-1993 : Benoît Larose, Titan de Laval
- 1993-1994 : Steve Gosselin, Saguenéens de Chicoutimi
- 1994-1995 : Stéphane Julien, Faucons de Sherbrooke
- 1995-1996 : Denis Gauthier, Jr, Voltigeurs de Drummondville
- 1996-1997 : Stéphane Robidas, Cataractes de Shawinigan
- 1997-1998 : Derrick Walser, Océanic de Rimouski
- 1998-1999 : Jiří Fischer, Olympiques de Hull
- 1999-2000 : Michel Périard, Océanic de Rimouski
- 2000-2001 : Marc-André Bergeron, Cataractes de Shawinigan
- 2001-2002 : Danny Groulx, Tigres de Victoriaville
- 2002-2003 : Maxime Fortunus, Drakkar de Baie-Comeau
- 2003-2004 : Doug O'Brien, Olympiques de Gatineau
- 2004-2005 : Mario Scalzo, Jr, Océanic de Rimouski et Tigres de Victoriaville
- 2005-2006 : Keith Yandle, Wildcats de Moncton
- 2006-2007 : Kristopher Letang, Foreurs de Val-d'Or
- 2007-2008 : Marc-André Bourdon, Huskies de Rouyn-Noranda
- 2008-2009 : Dmitri Koulikov, Voltigeurs de Drummondville
- 2009-2010 : David Savard, Wildcats de Moncton
- 2010-2011 : Simon Després, Sea Dogs de Saint-Jean
- 2011-2012 : Jérôme Gauthier-Leduc, Océanic de Rimouski
- 2012-2013 : Kevin Gagné, Océanic de Rimouski
- 2013-2014 : Guillaume Gélinas, Foreurs de Val-d'Or
- 2014-2015 : Jan Košťálek, Océanic de Rimouski
- 2015-2016 : Samuel Girard, Cataractes de Shawinigan
- 2016-2017 : Thomas Chabot, Sea Dogs de Saint-Jean
- 2017-2018 : Olivier Galipeau, Titan d'Acadie-Bathurst
- 2018-2019 : Charles-Édouard D'Astous, Océanic de Rimouski
- 2019-2020 : Jordan Spence, Wildcats de Moncton
- 2020-2021 : Lukas Cormier, Islanders de Charlottetown
- 2021-2022 : Lukas Cormier, Islanders de Charlottetown
- 2022-2023 : Tristan Luneau, Olympiques de Gatineau
- 2023-2024 : Vsevolod Komarov, Voltigeurs de Drummondville
- 2024-2025 : Xavier Villeneuve, Armada de Blainville-Boisbriand